# 16. veljače
16. veljače (16. 2.) 47. je dan godine po gregorijanskom kalendaru.
Do kraja godine ima još 318 dana (319 u prijestupnoj godini).

## Događaji
- 1852. – U Zagrebu je održana prva sjednica Trgovačko-obrtničke komore, koja će postati Hrvatska gospodarska komora
- 1846. – U Zagrebu je otvorena nova bolnica koja zamjenjuje dotadašnje ubožnice i postaje osnova današnje bolnice "Sestre milosrdnice".
- 1904. – U Maksimiru u Zagrebu izmjereno 95 cm snijega koji je neprekidno padao tri dana.
- 1978. – Ward Christensen stvorio je CBBS, prvi računalni elektronski oglasni sustav, tijekom mećave u Chicagu
- 2003. – Započeta je Wikipedija na hrvatskom jeziku.[1]

| - 1497. – Philipp Melanchthon, njemački reformator, teolog i filozof († 1560.) - 1519. – Gaspard de Coligny, francuski državnik i vojskovođa († 1572.) - 1710. – Luj XV., kralj Francuske († 1774.) - 1892. – Dragutin Novak, prvi hrvatski pilot († 1978.) - 1893. – Mihail Tuhačevski, ruski sovjetski maršal († 1937.) - 1959. – John McEnroe, američki tenisač - 1959. – Aleksandar Petrović, hrvatski košarkaš i trener - 1959. – Nenad Šoštarić, hrvatski rukometaš i trener - 1971. – Barbara Vicković, hrvatska glumica - 1973. – Cathy Freeman, australska atletičarka, olimpijska pobjednica u disciplini 400 m - 1979. – Valentino Rossi, talijanski motociklistički prvak - 1981. – Jenny Kallur, švedska atletičarka - 1981. – Susanna Kallur, švedska atletičarka - 1994. – Ava Max, američka pjevačica i kantautorica - 1996. – Hanna Sola, bjeloruska biatlonka | - 1391. – Ivan V. Paleolog (* 1332.) - 1907. – Giosuè Carducci, talijanski književnik (* 1835.) - 1939. – Jura Zojfer, austrijski pjesnik i novinar (* 1912.) - 1983. – Ranko Filjak, hrvatski pijanist (* 1927.) - 2000. – Lila Kedrova, francuska glumica ruskog podrijetla (* 1918.) - 2013. – Dražen Boić, hrvatski pijanist i skladatelj (* 1931.) |

## Blagdani i spomendani
- Dan neovisnosti u Litvi

## Imendani
- Julijana
- Julka
- Daniel
- Miljenko

1. ↑  Glavna stranica Wikipedija. Pristupljeno 10. travnja 2025.